# Baudreville (Eure-et-Loir)
Baudreville ist eine französische Gemeinde mit 239 Einwohnern (Stand: 1. Januar 2022) im Département Eure-et-Loir in der Region Centre-Val de Loire. Sie gehört zum Arrondissement Chartres und ist Mitglied im Gemeindeverband Communauté de communes Cœur de Beauce. Die Einwohner werden Baudrevillois und Baudrevilloises genannt. 

## Geographie
Baudreville liegt etwa 37 Kilometer ostsüdöstlich von Chartres. Umgeben wird Baudreville von den Nachbargemeinden Châtenay und Ardelu im Norden, Gommerville im Nordosten und Osten, Mérouville im Südosten und Süden, Neuville Saint Denis im Süden, Levesville-la-Chenard im Südwesten sowie Gouillons im Westen und Nordwesten.
Durch die Gemeinde führt die Autoroute A10.

## Bevölkerungsentwicklung
| Jahr                       | 1962 | 1968 | 1975 | 1982 | 1990 | 1999 | 2006 | 2013 | 2020 |
| Einwohner                  | 261  | 225  | 257  | 261  | 247  | 249  | 285  | 274  | 243  |
| Quellen: Cassini und INSEE |      |      |      |      |      |      |      |      |      |

## Sehenswürdigkeiten

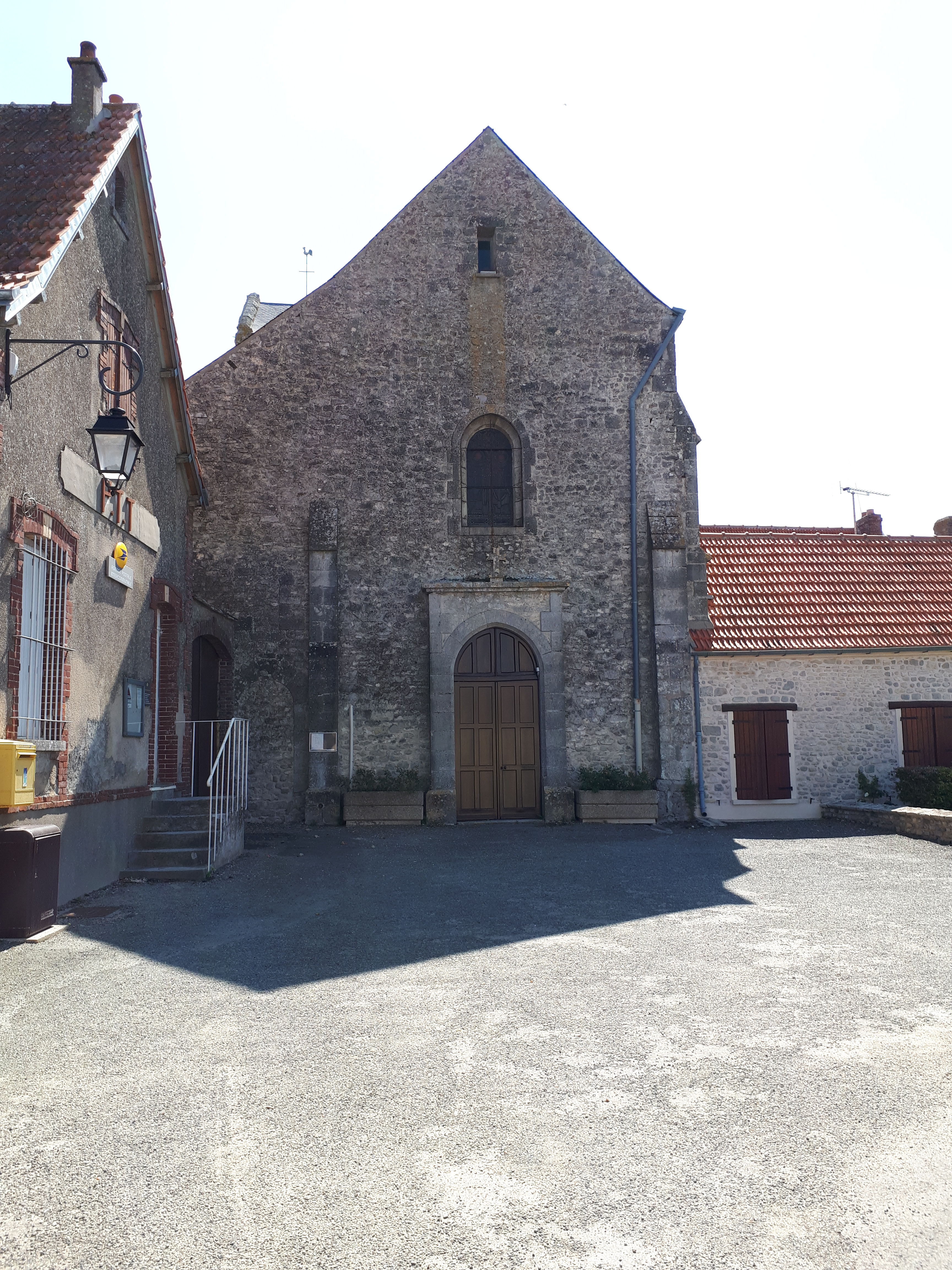
Kirche Saint-Fiacre
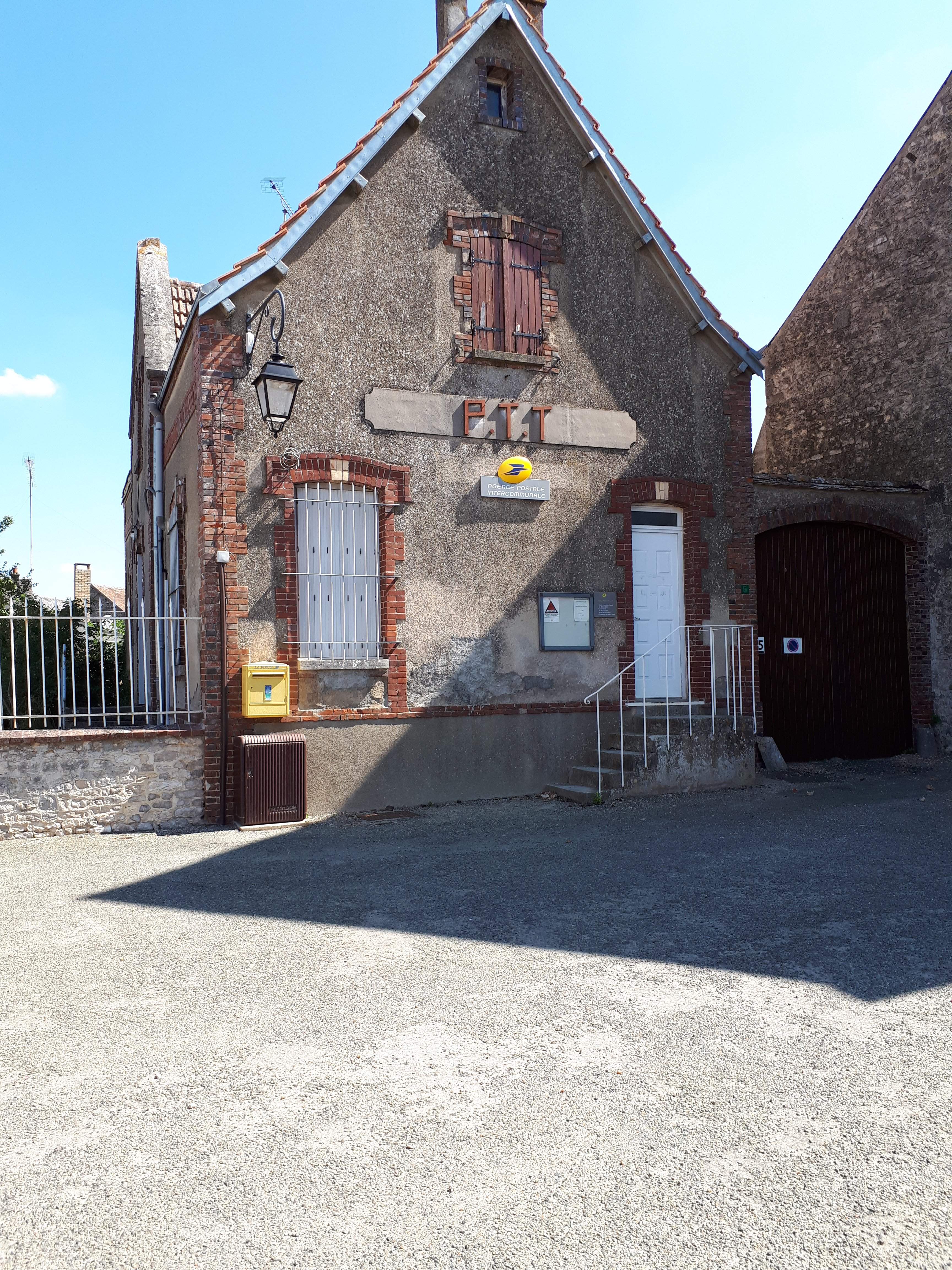
Postamt
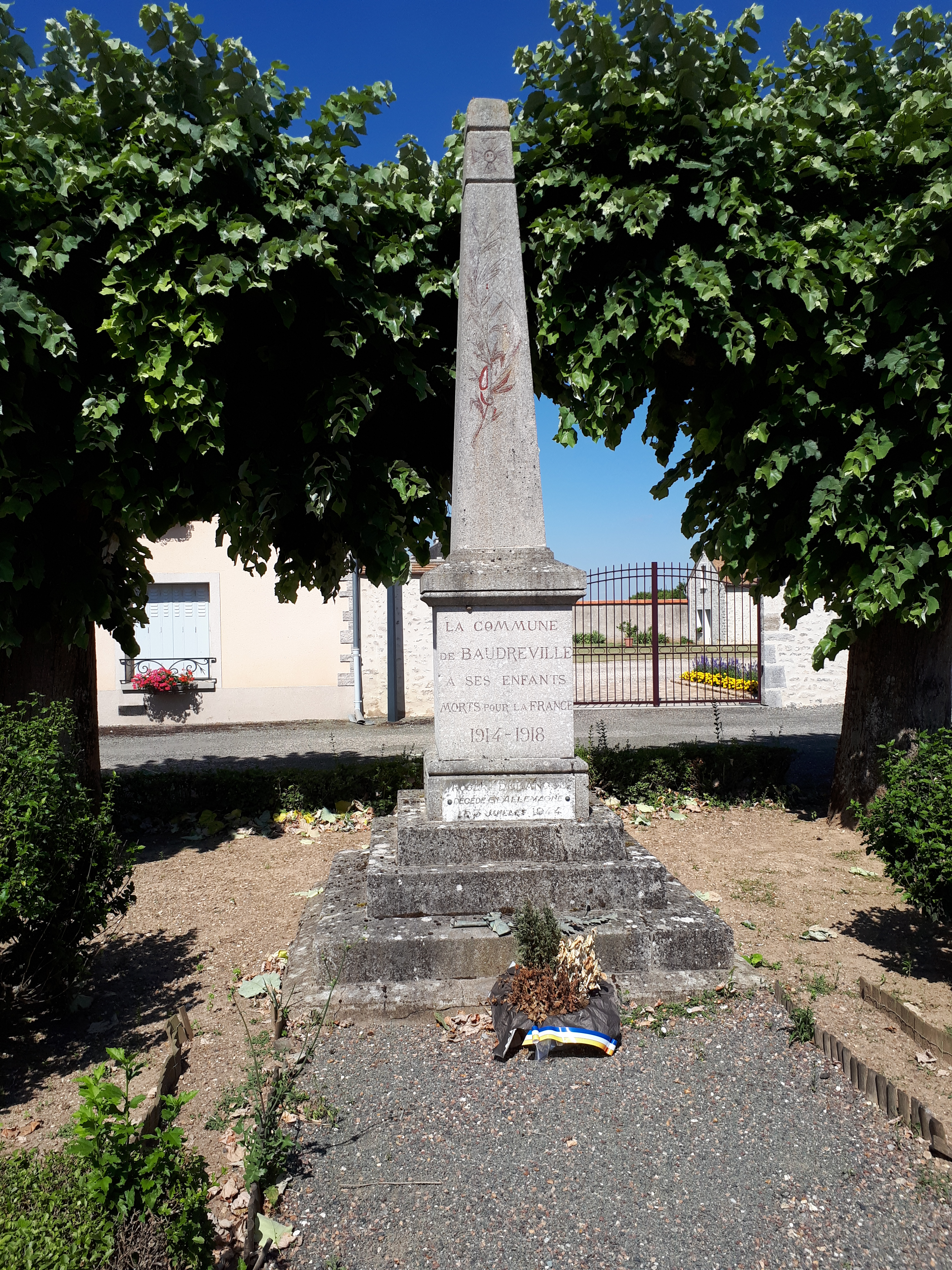
Gefallenendenkmal

- Kirche Saint-Fiacre
- Postamt
- Gefallenendenkmal